# أندريا تشابلن
أندريا تشابلن (بالإنجليزية: Andrea Chaplin)‏ هي مبارزة بالسيف أسترالية، ولدت في 3 يناير 1964 في أديلايد في أستراليا.

## وصلات خارجية
- أندريا تشابلن على موقع اللجنة الأولمبية الدولية (الإنجليزية)
- أندريا تشابلن على موقع أوليمبيديا (الإنجليزية)
- أندريا تشابلن على موقع اللجنة الأولمبية الأسترالية (الإنجليزية)